# رايموند بول
رايموند بول Raimund Böll (ولد عام 1947 في كولونيا – ومات عام 1982) هو فنان تشكيلي ونحات ألماني، اشتهر بصفة خاصة بتماثيله المعدنية.
ولد رايموند في عائلة مثقفة فنية فوالده هاينريش بول الحائز على جائزة نوبل في الأدب، وأمه أناماريا بول المترجمة، وكانت ترتيبه الثاني بين خمسة أبناء، وكان كريستوف الابن الأول لوالديه قد مات في عامه الأول عام 1945.
وتزوج رايموند لاحقا بالفنانة ليلا موكيرجي، ومات عن عمر يناهز الخمسة والثلاثين عاما متأثرا بمرض السرطان.